# Mohamed Ali Bhar

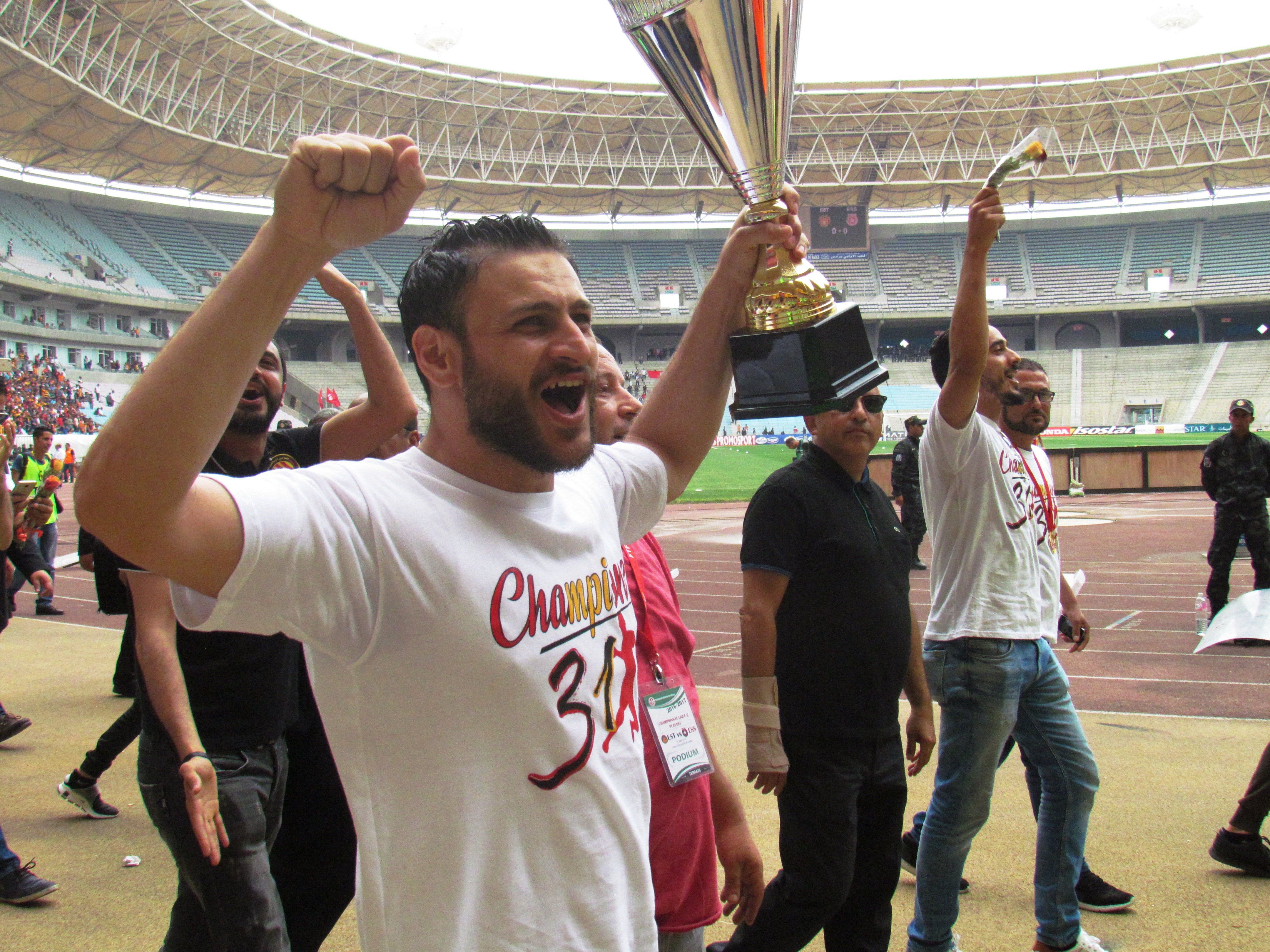
Mohamed Ali Bhar feiert den 31. Titel der tunesischen Meisterschaften am 18. Mai 2017.

Mohamed Ali Bhar (arabisch محمد علي بحر; geb. 17. September 1989) ist ein ehemaliger tunesischer Handballspieler. Er hat für Espérance de Tunis gespielt.
Er nahm mit der tunesischen Nationalmannschaft an den Olympischen Sommerspielen 2016 in Rio de Janeiro teil.